# 吳善九
吳善九（1958年10月21日—2007年5月23日），臺灣政治人物，畢業於國立政治大學外交學系，代表親民黨任職第16屆臺北縣議員。

## 從政經歷
早年加入新黨，後來轉至親民黨，曾任第13屆、第15屆臺北縣議員。擁有極鮮明的政治立場，例如在政見中稱呼泛綠陣營為「綠色妖魔」，對於泛綠施政則以「綠色執政、悽慘保證」揶揄之。他時常揭發砂石業者的違法行徑，因此為少數常上全台灣媒體版面的地方民代之一。

## 槍擊身亡
2004年，吳善九投資香華天集團在上海開設的旗艦店，因對出資比例與人事管理意見不同，與香華天集團李政賢間產生債務糾紛。之後吳善九於2006年檢舉緣道觀音廟所屬的餐廳與靈骨塔是違建，台北縣政府依法拆遷。主嫌吳信中曾找人關說，希望處理淡水緣道觀音廟違建拆遷事宜被拒，雙方發生糾紛。吳信中以120萬元雇用槍手王躍凱和藍家偉（時年35歲，宜蘭人，綽號「懶叫」，有殺人和毒品等前科），提供槍支與子彈，準備對吳善九下手。
2007年5月23日上午11時，吳善九於臺北縣新店市（現新北市新店區）的自家服務處內，遭歹徒闖入近距離槍擊五發子彈。送至新店慈濟醫院急救後已無生命跡象，享年48歲。6月24日23時30分，槍殺吳善九的槍手藍家偉開車行經臺北市華陰街時，遇到警方在路旁進行臨檢，警員上前攔檢。藍家偉開車衝撞攔檢點，與警方發生槍戰。警方圍捕藍家偉時，藍家偉朝自己的右太陽穴開槍自殺，送醫急救後不治死亡。
2013年3月5日，買兇的命案主嫌吳信中，在中國大陆落網後押回台灣。
2014年1月13日，主嫌吳信中被判處有期徒刑25年，併科罰金30萬元。